# Fachsenfeld
Fachsenfeld ist ein Stadtbezirk der Großen Kreisstadt Aalen im Ostalbkreis in Baden-Württemberg, Deutschland.

## Geografie

### Lage
Vom Ortskern Fachsenfelds sind es etwa 5 km Luftlinie zur Aalener Innenstadt. Die nächsten Stadtbezirke sind Dewangen (2 km) und Wasseralfingen (4 km). Die Gemeinden Abtsgmünd (im Westen) und Hüttlingen (im Osten) sind beide etwa 3 km entfernt. Fachsenfeld grenzt im Norden an das Gemeindegebiet von Neuler.

### Ausdehnung des Bezirksgebiets
Folgende Teilorte und Plätze bilden Fachsenfeld:
- Himmlingsweiler
- Scherrenmühle
- Schlossreute
- Spitz
- Steinfurt
- Waiblingen
- Pfannenstiel
- Kocherschafhaus
- Mühlhäusle
- Sanzenbach
- Bodenbach
- Frankeneich

## Geschichte
Erstmals urkundlich erwähnt wurde Fachsenfeld 1230. Es gehörte den Herren von Fachsenfeld, die wahrscheinlich ein Zweig der Herren von Waiblingen waren. Diese waren auf der Burg Waiblingen auf halber Berghöhe beim heutigen Ortsteil Waiblingen ansässig und standen im Dienste der Staufer. Nach dem Ende der Staufer gehörten Fachsenfeld und Waiblingen den Oettingern, ab 1401 den Herren von Woellwarth. Unter ihrer Hoheit wurde 1591 die evangelische Kirche gebaut, eine der ältesten evangelischen Kirchen Württembergs.
1806 kam der Ort zum Königreich Württemberg und wurde dem Oberamt Aalen zugeordnet.
1894 wurde der Grundstein für die katholische Herz-Jesu-Kirche gelegt, die am 28. September 1895 geweiht wurde.
Am 1. Januar 1973 wurde Fachsenfeld nach Aalen eingemeindet.
Zu Fachsenfeld gehören die Weiler Himmlingsweiler und Waiblingen. Himmlingsweiler wurde im 18. Jahrhundert angelegt und hieß zunächst Pfannenstiel. Waiblingen, im Kochertal gelegen, befindet sich bei den Resten des ringförmigen Burgstalls der ehemaligen Burg Waiblingen.

## Politik

### Ortschaftsrat
Der Ortschaftsrat des Stadtbezirks Fachsenfeld hat derzeit 12 Mitglieder, deren Amtszeit fünf Jahre beträgt. Die letzte Wahl fand bei den baden-württembergischen Kommunalwahlen am 9. Juni 2024 statt. Diese ergab folgende Zusammensetzung (die Veränderungen der Fraktionsstärke beziehen sich auf die vorletzte Wahl im Jahr 2019):
| Fraktion       | Anzahl Sitze | Veränderung |
| -------------- | ------------ | ----------- |
| FW Fachsenfeld | 5 Sitze      | ±0          |
| CDU            | 4 Sitze      | +1          |
| SPD            | 2 Sitze      | −2          |
| Grüne          | 1 Sitz       | +1          |

### Ortsvorsteherin
Am 13. Januar 2021 wurde Sabine Kollmann (FWV) vom Gemeinderat Aalen zur Ortsvorsteherin von Fachsenfeld gewählt.

## Religion
65 % der Fachsenfelder sind katholischen Glaubens, 22 % evangelisch und 13 % gehören anderen Glaubensgemeinschaften an oder haben keine Angaben gemacht.

## Kultur und Sehenswürdigkeiten

### Bauwerke

#### Schloss Fachsenfeld

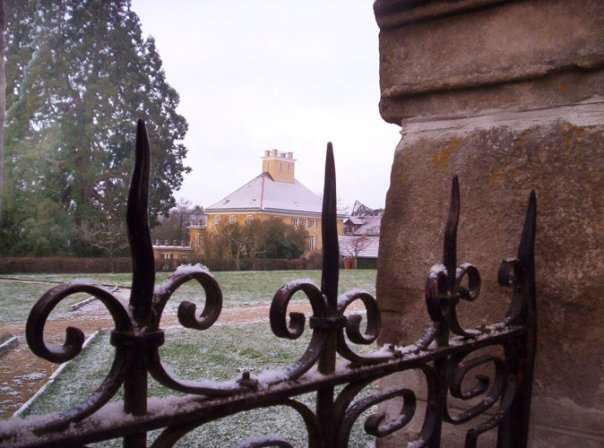
Schloss Fachsenfeld

Bereits 1540 hatte Georg Sigmund von Woellwarth ein größeres Gebäude errichten lassen, das sein Sohn Hans Sigmund von Woellwarth 1570 zu einem Schloss ausbaute. Das Schloss mit seinen Wirtschaftsgebäuden wurde im Dreißigjährigen Krieg schwer in Mitleidenschaft gezogen. Nach dem anschließenden Wiederaufbau brannte es 1699 aus. Nachdem es 128 Jahre leer stand, erwarb es 1827 der Oberjustizrat Wilhelm von König-Warthausen und ließ es in drei Jahrzehnten umbauen und erweitern. Er erweiterte das Schloss um einen Gartensaal, eine Aussichtsterrasse, ein Jagdzimmer und einen Speisesaal. Es entstand der heutige Schlosspark, der fast acht Hektar umfasst und zu den schönsten Landschaftsparks in Deutschland zählt. Zwischen 1905 und 1907 wurden die Jugendstil- und Galerieräume erneut ausgebaut. 1982 gründete Freiherr Reinhard von Koenig-Fachsenfeld die Stiftung Schloss Fachsenfeld, die das Schloss für die Öffentlichkeit zugänglich machte.

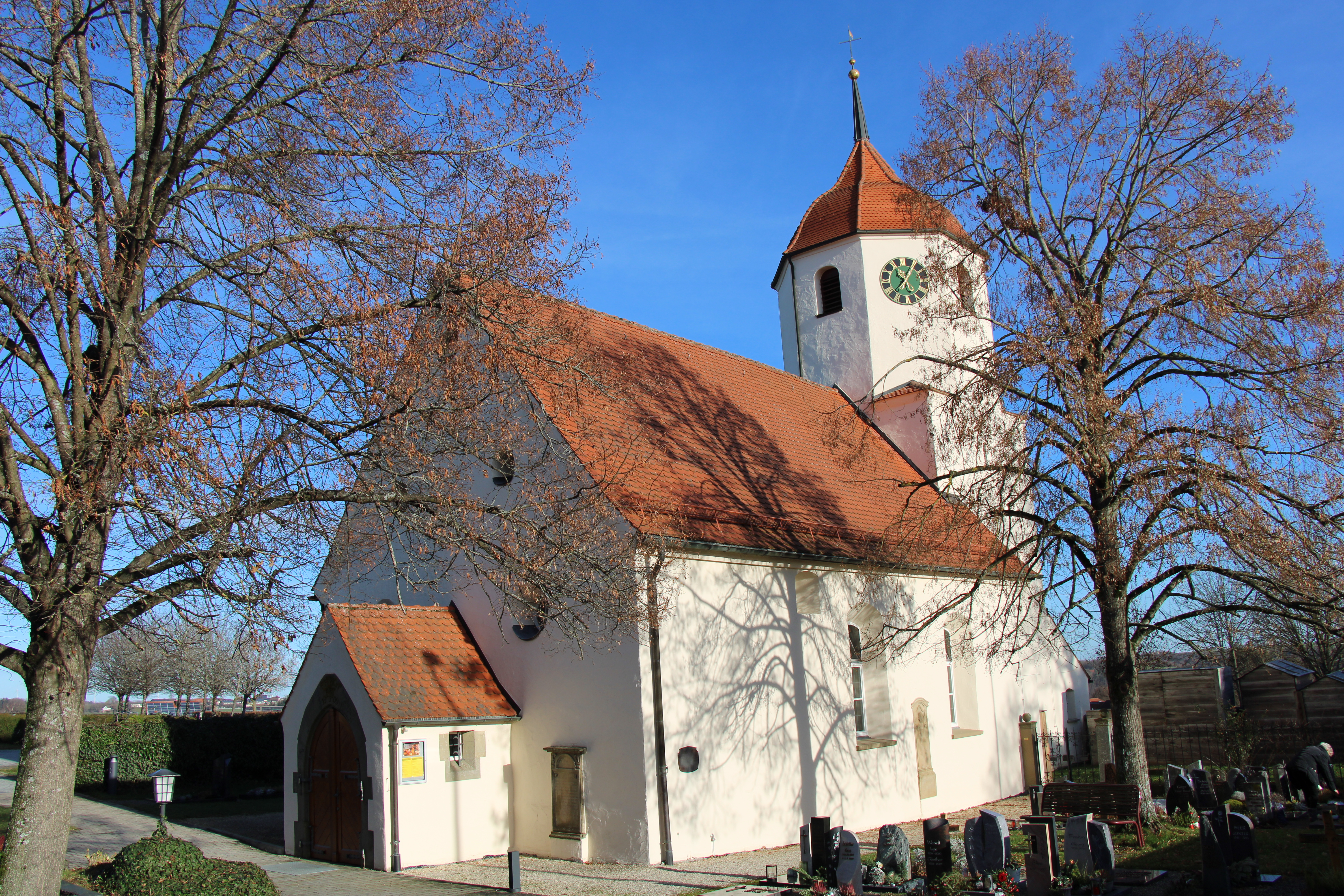
Evangelische Kirche in Fachsenfeld

#### Herz-Jesu-Kirche (katholisch)

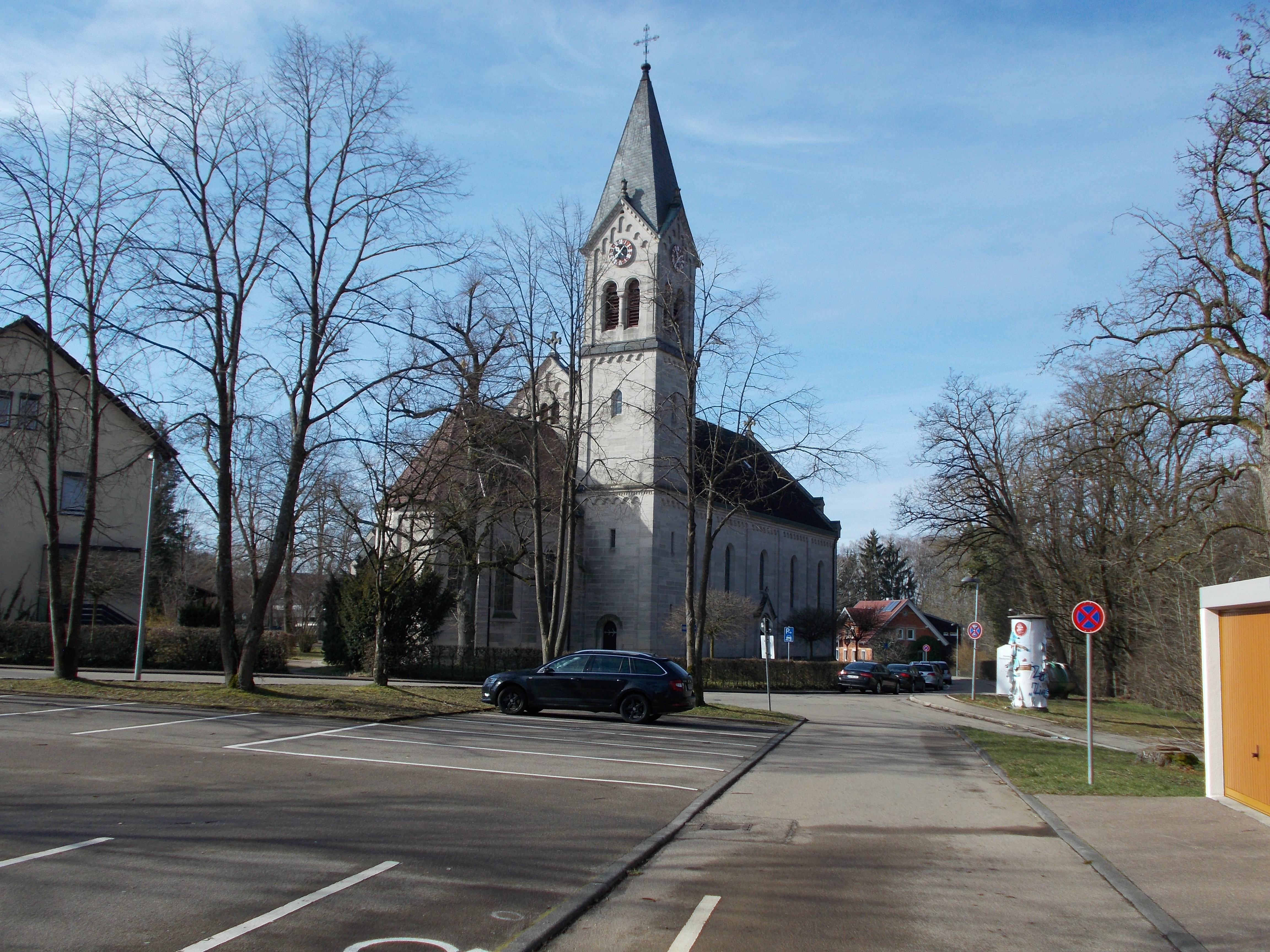
Herz-Jesu-Kirche (katholisch)

#### Evangelische Kirche
Hans Sigmund von Woellwarth, der auf seinem Territorium 1569 die Reformation eingeführt hatte, ließ 1591 als erste von drei nahezu baugleichen Kirchen (Schwesterkirchen Polsingen in Bayern 1596 und Leinroden 1604) die evangelische Kirche errichten. Sie ist innerhalb der Evangelischen Landeskirche Württemberg der zwölfte nachreformatorische Kirchenneubau (nach Schlosskirche Stuttgart 1562, Oberderdingen 1574, Zavelstein 1578, Crailsheim 1579, Zazenhausen 1582, Wildenstein 1583, Gaisburg und Schlat 1584, Obersontheim 1586, Calmbach 1588 und Ohrnberg 1590) mit besonderer evangelischer Ausstattung. Wo in katholischen Kirchen im Eingangsbereich Weihwasserbecken platziert sind, befinden sich innen links und rechts der Türleibung Steintafel-Inschriften mit dem Bekenntnis zum evangelischen Abendmahl in „beiderlei Gestalt“ (Der Leib unseres Herrn Jesu Christi speise und bewahre euch zum ewigen Leben Amen und Das Blut unseres Herrn Jesu Christi tränke und bewahre euch zum ewigen Leben. Amen). Außerdem gilt der überlebensgroße Sandsteinkruzifixus am Altar, vermutlich von Sem Schlör aus einem Block geschaffen, als bewusst protestantischer Hinweis auf die Heilsbedeutung des Todes Jesu. Auf den Bauherrn und Stifter dieser Kirche weisen die Stiftertafel rechts auf der Südwand, die Grabplatte über der Krypta im Mittelgang vor dem Chorraum und das große Renaissance-Epitaph links an der Nordwand hin. Letzteres befand sich ursprünglich mit anderen Familien-Epitaphien im Chorraum, wurde dann aber im 20. Jahrhundert bei einer Innenrenovierung ausgetauscht und versetzt, um in der Chor-Stirnwand einen besseren Zugang zum Sakristeianbau von 1909 zu ermöglichen. Im Chorraum befinden sich heute 13 Kinderepitaphe. Die zwei Glasmalerei-Wappenfenster links und rechts im Chor, eine Stiftung der Patronatsfamilien Freiherr Franz von Koenig-Fachsenfeld und Freiherr Maximilian von Woellwarth-Lauterburg, wurden 1908 in der Münchner Glasmalerei-Werkstätte Franz Xaver Zettler entworfen und gefertigt. Das Tafelgemälde Heilige Nacht wurde 1909 von dem Schwäbisch Gmünder Impressionisten Hermann Pleuer gemalt und von Freiherr Franz von Koenig-Fachsenfeld gestiftet.

### Musik

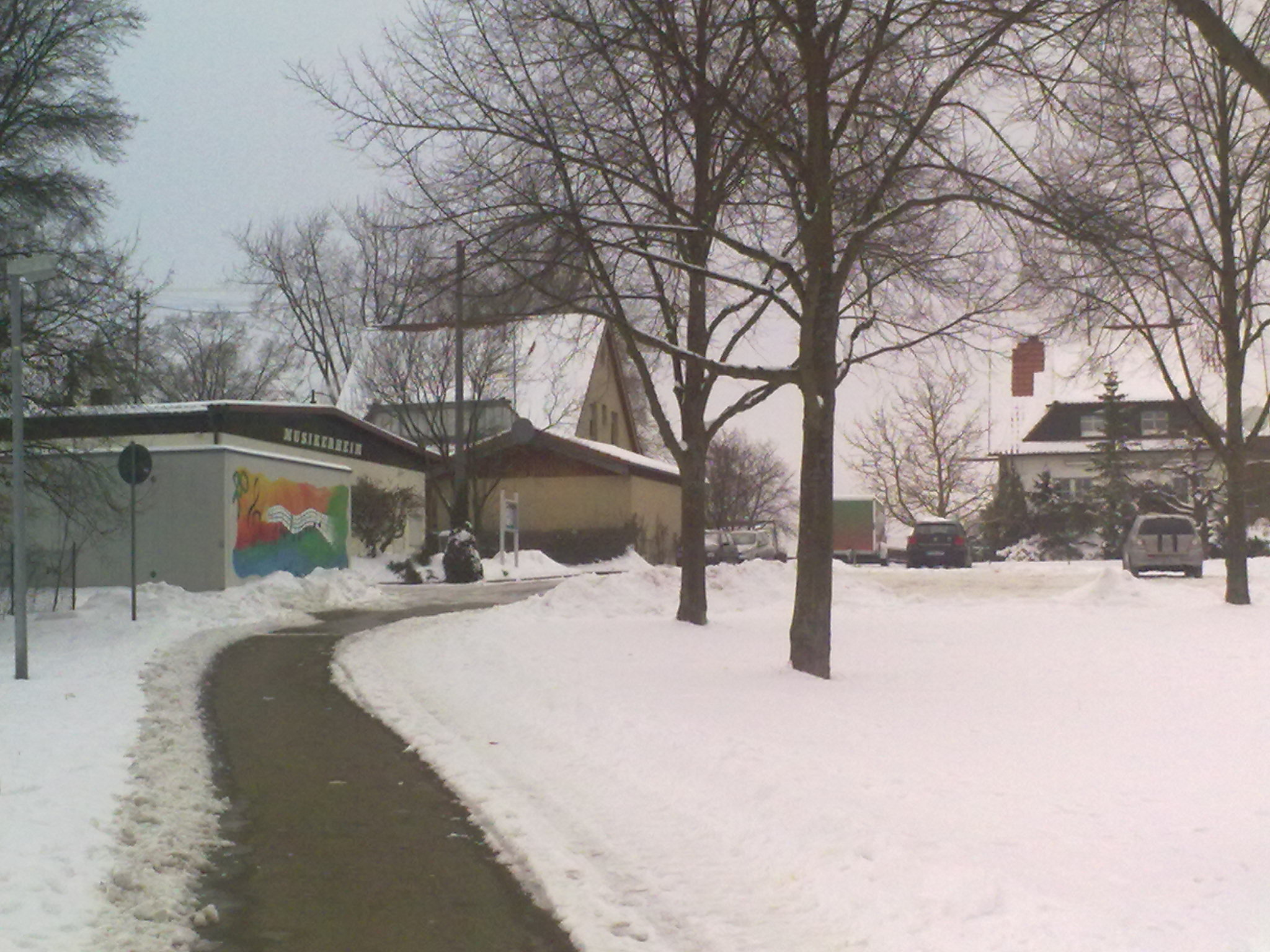
Musikerheim des Musikverein Fachsenfeld

- Liederkranz Fachsenfeld 1855 e. V.
- Musikverein Fachsenfeld 1956 e. V.
- Fachsenfelder Schloß-Gugga e. V.

Seit 2000 finden im Schloss Ausstellungen, Konzerte und Lesungen im Rahmen der jährlich stattfindenden „Königswege“ statt.

### Sport
- SV Germania Fachsenfeld 1912 e. V.
- Hundesportverein Aalen-Fachsenfeld e. V.
- Reit- und Fahrverein Aalen-Fachsenfeld und Umgebung e. V.
- Schützenverein Hubertus Fachsenfeld 1956 e. V.

### Regelmäßige Veranstaltungen
Der Rosenmontagsball des SV Germania Fachsenfeld ist eine große Faschingsveranstaltung. Das alljährliche Gemeindefest findet in Zusammenarbeit mit den örtlichen Vereinen und der Reinhard-von-Koenig-Schule statt.

## Wirtschaft und Infrastruktur

### Verkehr
Halbstündige Busanbindung über die OVA (Omnibus-Verkehr Aalen) ins Stadtzentrum Aalen.

### Öffentliche Einrichtungen

#### Bildung
Nach einer Empfehlung des Aalener Gemeinderates wurde 2008 die Grund- und Hauptschule Fachsenfeld in Reinhard-von-Koenig-Schule Fachsenfeld umbenannt.

#### Ortsbücherei Fachsenfeld
Die Ortsbücherei Fachsenfeld ist die kleinste der vier städtischen Aalener Bibliotheken.

#### Polizei
Nach der Schließung des Fachsenfelder Polizeipostens ist der Polizeiposten Abtsgmünd für Fachsenfeld zuständig.

### Internetanbindung
Seit Oktober 2013 gibt es eine VDSL-Verbindung mit bis zu 50 Mbit/s für Fachsenfeld, die von dem EnBW-Tochterunternehmen NetCom BW betrieben wird.

### Unternehmen
In Fachsenfeld befindet sich ein Transportbetonwerk der Märker-Gruppe.